# Puig dels Pruners
El Puig dels Pruners és una muntanya de 832 metres que es troba entre el municipis d'Agullana, a la comarca de l'Alt Empordà i la comuna de Morellàs i les Illes, a la del Vallespir.
Està situada al nord de la zona sud-est del terme de Morellàs i les Illes, i en el sector nord-oest del terme d'Agullana. És al sud-oest del Collet de la Balma i a llevant del sector de Súper les Illes.
Aquest cim està inclòs al llistat dels 100 cims de la FEEC